# Lista munților din Republica Macedonia

Topografia Macedoniei

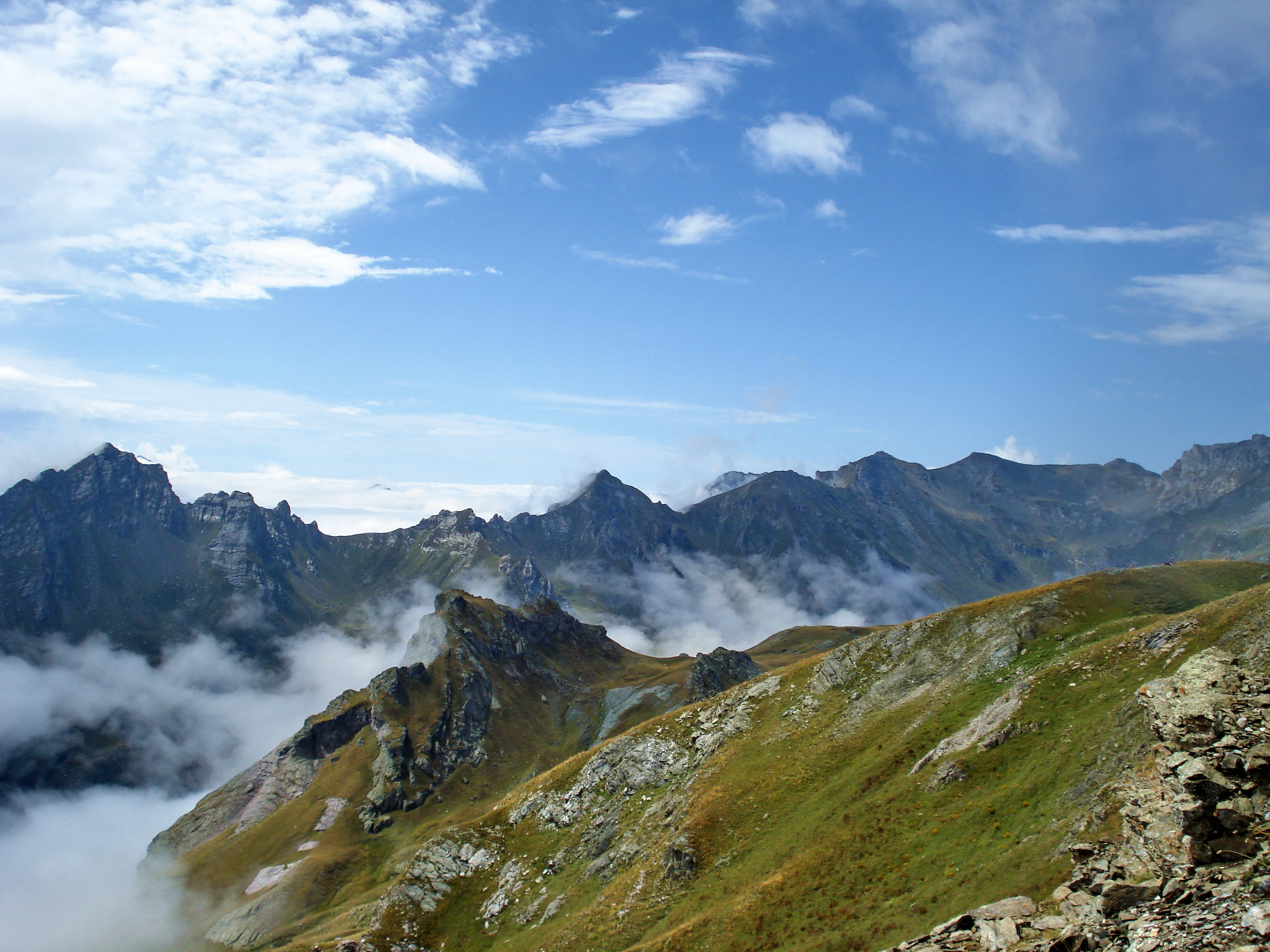
Peisaj montan din Munții Korab

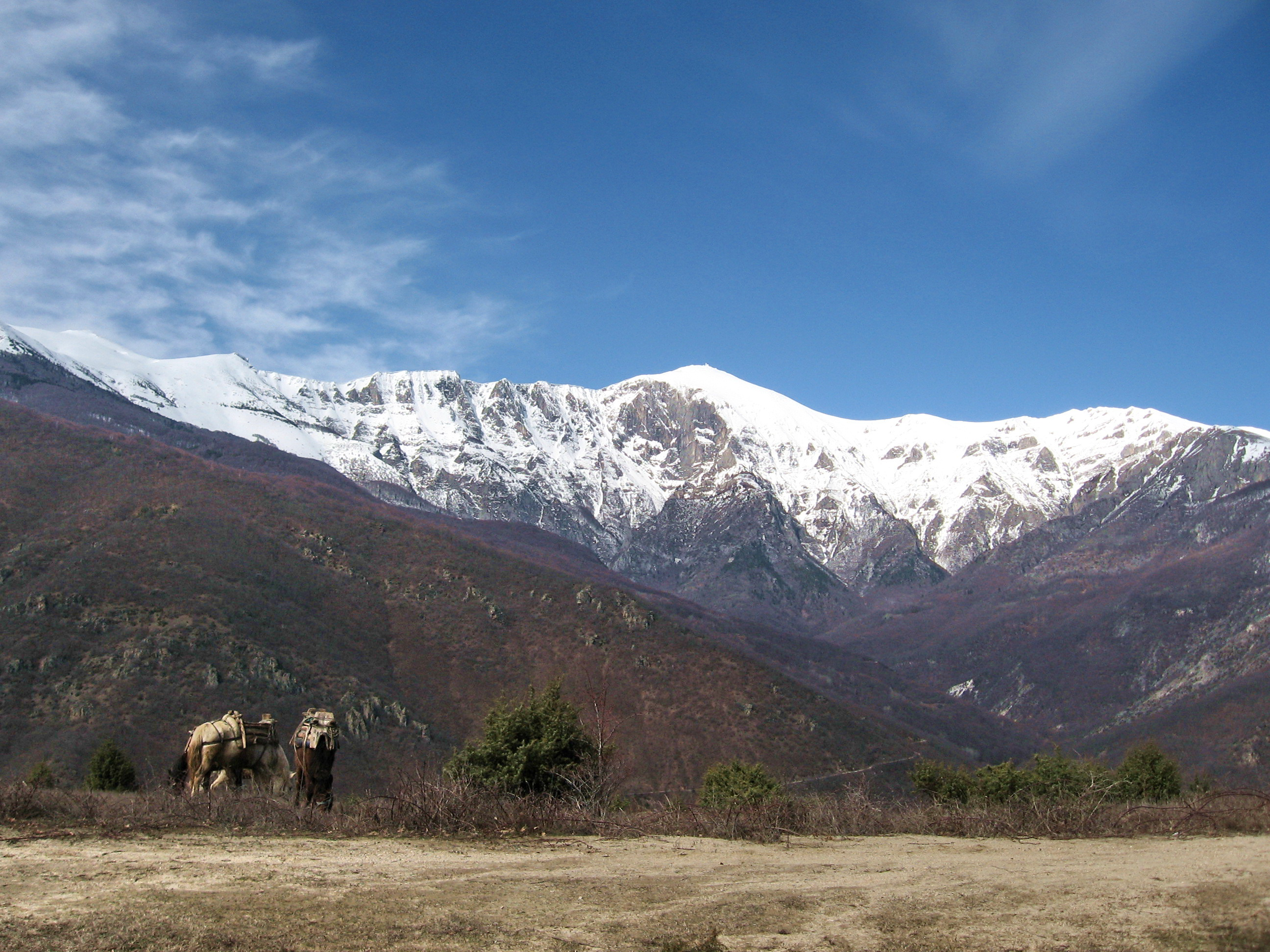
Peisaj din Jakupica cu vârful Solunska Glava în centru

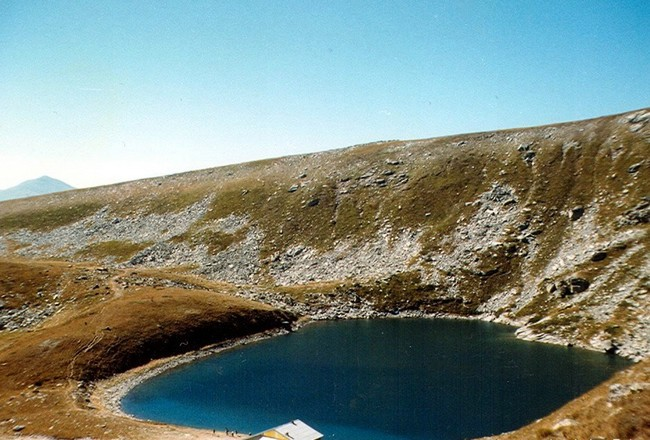
Lacul Mare (2218 m) – un lac glaciar de pe muntele Pelister

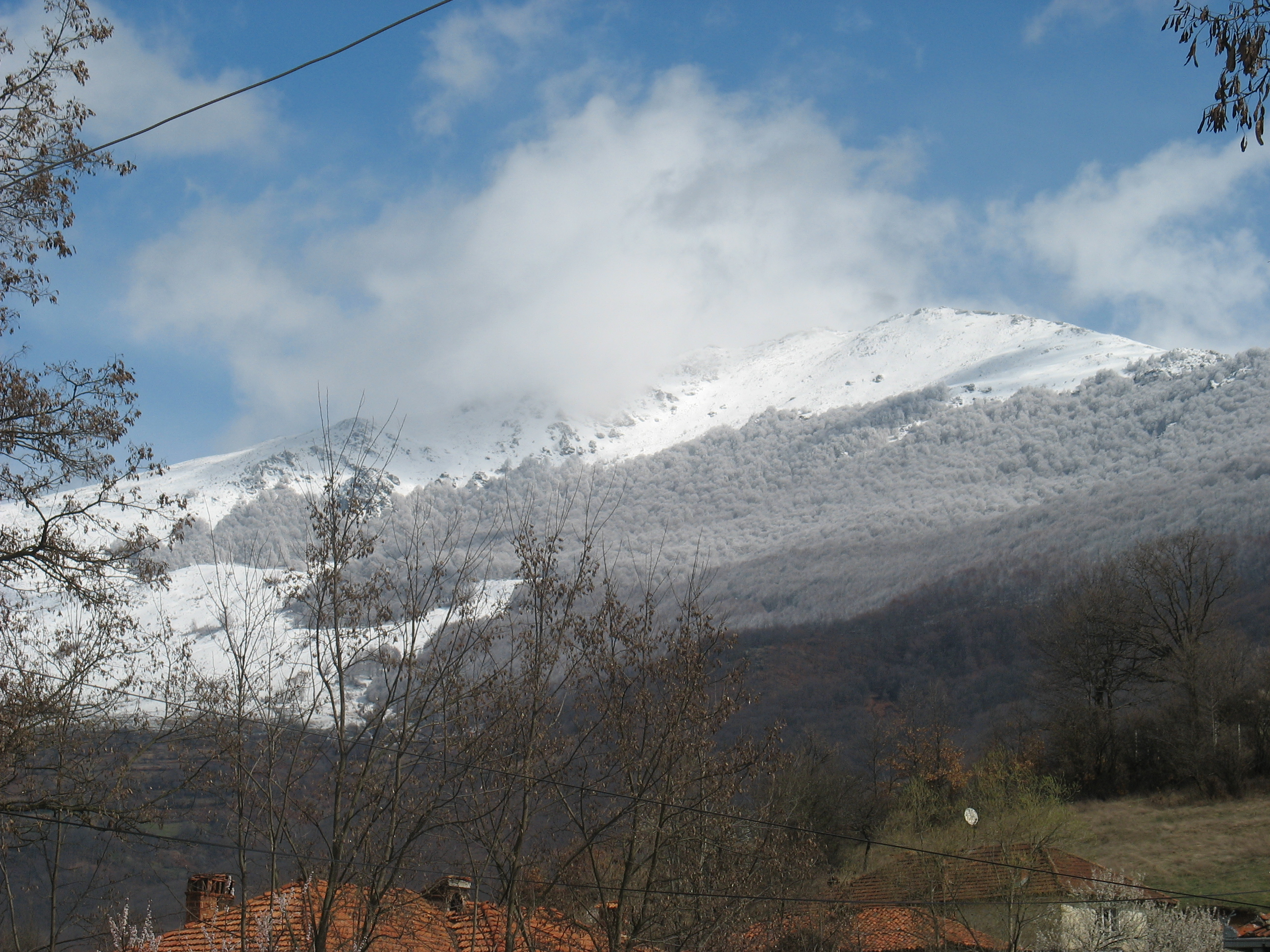
Vârful Dobra Voda pe muntele Celoica privit din satul Popojan din apropiere.

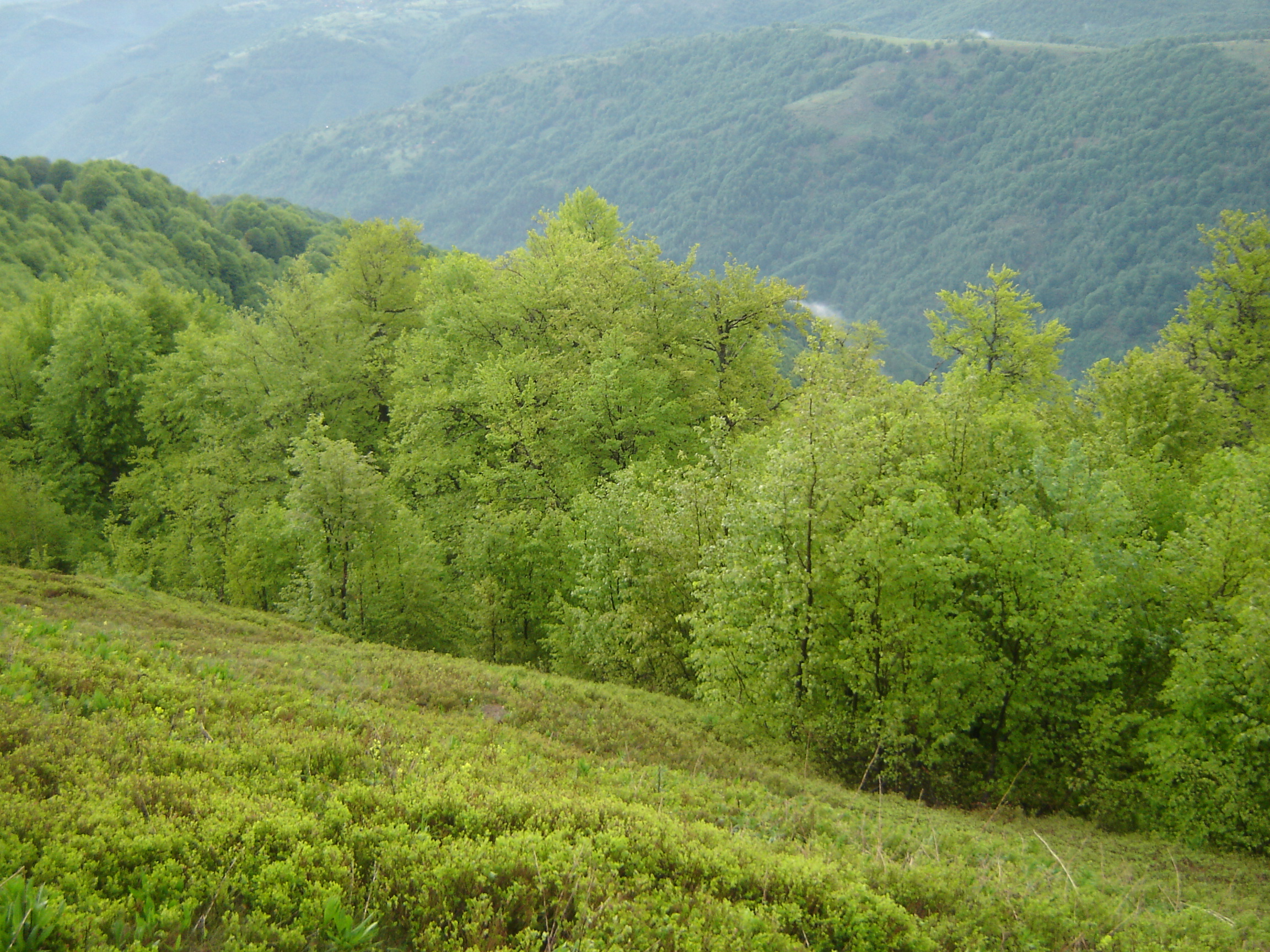
Peisaj de primăvară din Osogovo, Macedonia.

Aceasta este o listă de munți din Republica Macedonia.
Republica Macedonia este o țară predominant muntoasă. Altitudinea medie a terenului este de 850 de metri. Aproximativ 80% din țară este formată din dealuri și munți. Munții sunt împărțiți în două grupe: pe de o parte, în partea de nord-vest lanțul Munților Šar ce continuă spre lanțurile Vardarul de Vest/Pelagonia, și în partea de sud-vest și sud, (Munții Dinarici), iar pe de altă parte, în partea de sud-est lanțul muntos Osogovo-Balasica (cunoscut și sub denumirea de Munții Rodopi).
Lanțul Munților Šar:
- Munții Šar
- Muntele Korab
- Muntele Bistra
- Stogovo
- Dešat
- Jablanica
- Galičica

Lanțul Munților Vardarul de Vest/Pelagonia:
- Muntele Baba
- Jakupica
- Nidže
- Kožuf

Lanțul Munților Osogovo-Balasica:
- Osogovo
- Balasica
- Vlahina
- Maleševo
- Plačkovica
- Ogražden

Listă a celor mai importanți munți din Macedonia:
- Muntele Korab (2,764 m)
- Munții Šar (2747 de m)
- Muntele Baba  (2,601 m)
- Jakupica (2,540 m)
- Nidže (2,521 m)
- Dešat (2,373 m)
- Galičica (2.288 mii m)
- Stogovo (2,273 m)
- Jablanica (2,257 m)
- Osogovo (2,252 m)
- Kožuf (2,166 m)
- Bistra (2,163 m)
- Čeloica (2,062 m)
- Balasica (2,029 m)
- Kozjak (1,284 m)
- Plakenska planina
- Konečka planina
- Maleševo
- Plačkovica
- Buševa planina
- Babuna
- Ogražden
- Selečka planina
- Skopska Crna Gora